# Рабиа-султан (жена Ахмеда II)
Рабиа́-султа́н (тур. Rabia Sultan; ум. 14 января 1712/3 января 1713) —  наложница османского султана Ахмеда II (носила титул хасеки), мать шехзаде Ибрагима, шехзаде Селима и Асие-султан. Сыновья Рабии стали первыми близнецами в истории правящей династии Османской империи.

## Биография
О происхождении Рабии ничего не известно. Она попала в гарем не позднее начала 1692 года и стала одной из двух известных из источников наложниц султана Ахмеда II, взошедшего на престол в 1691 году. Предположительно Рабиа была подарена султану одной из его сестёр. Поскольку валиде-султан в правление Ахмеда II не было (мать правителя, Хатидже Муаззез-султан, умерла до его прихода к власти), Рабия в качестве фаворитки султана, по-видимому, являлась главной женщиной в гареме.
В 1692 году Рабиа родила близнецов, названных Ибрагимом и Селимом и ставших единственными сыновьями Ахмеда II. Мнения о дате этого события расходятся: Энтони Алдерсон говорит о 7 октября, Джон Фрили — о 10 июля. Это было первое в истории династии Османов рождение близнецов. Из двоих шехзаде отца пережил только Ибрагим (Селим скончался 15 мая 1693 года по неизвестным причинам). Йылмаз Озтуна называет Рабию матерью ещё и Асие-султан, умершей 24 августа 1694 года. Матерью остальных детей Ахмеда II, Атике-султан (р. 21 октября 1694) и Хатидже-султан, вероятно, была наложница Шаесте-хатун.
Ахмед II взошёл на престол, когда ему уже было далеко за сорок, и правление его было недолгим: он умер в Эдирне 6 февраля 1695 года; новым султаном стал племянник Ахмеда II — Мустафа II. Рабиа вместе с Шаесте-хатун и дочерью последней Атике-султан была выслана в Старый дворец по распоряжению матери нового султана — Эметуллах Рабии Гюльнуш-султан. Там в 1710 году умерла Шаесте-хатун, а затем, по разным данным, 14 января 1712 года или 3 января 1713 года, и сама Рабиа. Она была похоронена рядом с мужем в тюрбе Сулеймана I, расположенного при мечети Сулеймание.
Сын Рабии, шехзаде Ибрагим, после смерти отца был разлучён с матерью и переведён в кафес — небольшой павильон (кёшк) при султанском дворце Топкапы, где содержались в изоляции возможные престолонаследники. Алдерсон отмечает, что в 1703 году, после отречения от трона Мустафы II, Ибрагим рассматривался как его вероятный и более предпочтительный преемник, чем полнородный брат Мустафы Ахмед, но в конечном итоге, трон был передан именно Ахмеду. Ибрагим умер в кафесе 4 мая 1714 года.